# NGC 4589
NGC 4589 је елиптична галаксија у сазвежђу Змај која се налази на NGC листи објеката дубоког неба.
Деклинација објекта је + 74° 11' 31" а ректасцензија 12h 37m 24,6s. Привидна величина (магнитуда) објекта NGC 4589 износи 10,7 а фотографска магнитуда 11,7. Налази се на удаљености од 29,420 милиона парсека од Сунца. NGC 4589 је још познат и под ознакама UGC 7797, MCG 12-12-13, CGCG 352-38, CGCG 335-17, PGC 42139.